# Alcina (nome)
Alcina  è un nome proprio di persona italiano femminile.

## Varianti
- Maschile: Alcino[1][2]

## Origine e diffusione
È un nome di matrice letteraria, portato da una maga nell'Orlando Furioso di Ludovico Ariosto e poi ripreso da Händel in una sua opera lirica. Di origine incerta, Ariosto potrebbe averlo creato partendo da Alcione, Alcide o Alcinoo, oppure basandosi direttamente sul greco ἄλκη ("alce"), "forza", "difesa" (da cui Alcide e Alcinoo derivano).
In Italia è sparsamente diffuso nel Nord e nel Centro.

## Onomastico
Il nome è privo di santa patrona, quindi è adespota, e l'onomastico può essere festeggiato il 1º novembre in occasione di Ognissanti.

## Il nome nelle arti
- Alcina è un personaggio del romanzo di Ludovico Ariosto Orlando furioso.
- Alcina è un personaggio dell'opera omonima di Georg Friedrich Händel.